# 20 Pułk Piechoty Honwedu
20 Pułk Piechoty Honwedu (HonvIR 20, HIR.20) – pułk piechoty królewsko-węgierskiej Obrony Krajowej.  
Pułk został utworzony w 1886 roku. Okręg uzupełnień – Nagykanizsa (niem. Großkirchen).
Kolory pułkowe: szary (niem. schiefergrau), guziki złote. Skład narodowościowy w 1914 roku 82% – Węgrzy.
Komenda pułku oraz I i II batalion stacjonowały w Nagykanizsa, natomiast III batalion w Körmend (niem. Kirment).
W 1914 roku wszystkie bataliony walczyły na froncie wschodnim. Bataliony wchodziły w skład 82 Brygady Piechoty Honwedu należącej do 41 Dywizji Piechoty Honwedu, a ta z kolei do XIV Korpusu 3 Armii.

## Dowódcy pułku
- płk Georg Ritter von Szypniewski (1914[3])